# UL Bohemian RFC
Lo University of Limerick Bohemian Rugby Football Club è un club irlandese di rugby a 15 avente sede a Limerick, nella provincia di Munster.

È stato fondato nel 1999.

Durante la stagione 2013-2014 disputerà la Division 1B del campionato irlandese.